# Sedum tristriatum
Sedum tristriatum är en fetbladsväxtart som beskrevs av Pierre Edmond Boissier. Sedum tristriatum ingår i Fetknoppssläktet som ingår i familjen fetbladsväxter. Inga underarter finns listade i Catalogue of Life.